# Cartagena (Spagna)
Cartagena (AFI in italiano /kartaˈd͡ʒɛna/, in spagnolo [kaɾtaˈxena]) è un comune spagnolo di 218 050 abitanti situato nella comunità autonoma di Murcia.

## Geografia fisica

### Territorio
Cartagena ha un territorio prevalentemente pianeggiante con alcuni tratti collinari. Il suo territorio non dista molto da un territorio di rilievi montuosi.

### Clima
Il clima della zona viene definito come mediterraneo arido. Le temperature sono rese più gradevoli dalla posizione marittima, benché le precipitazioni superino raramente i 300 mm annuali, media che colloca la città tra le più aride d'Europa.
Il vento costituisce uno dei fattori climatici caratterizzanti: Cartagena, protetta a nordovest dalla cordigliera Betica, è invece esposta ai venti provenienti da sudest che soffiano costantemente per gran parte dell'anno.

## Storia
Fondata dal generale cartaginese Asdrubale nell'anno 227 a.C. con il nome di Qart Hadasht (città nuova) nella zona precedentemente occupata dalla città di Mastia, fu la principale città dei cartaginesi in Spagna e da qui partì Annibale per iniziare la Seconda guerra punica. Venne espugnata dopo un breve assedio (Assedio di Carthago Nova) dalle truppe romane comandate da Scipione l'Africano che, data la posizione strategica della città e per via delle sue possenti fortificazioni, la prese attaccando dal lato nord della laguna che risultò guadabile a piedi grazie alla marea e al vento di tramontana. Con la conquista romana cambiò nome in Carthago Nova e divenne una delle città più importanti della Hispania Citerior. Divenne colonia romana con Gaio Giulio Cesare nel 45 a.C. Più avanti, all'epoca dell'imperatore Diocleziano, divenne capitale dell'omonima provincia romana.
Con la caduta dell'Impero romano d'Occidente cominciò la decadenza della città che, dopo aver fatto parte dell'Impero Bizantino, venne conquistata dai visigoti, comandati dal re Sisebuto, che la distrussero. Subì poi la dominazione araba fino alla riconquista avvenuta nel 1245. Bisogna attendere il XVIII secolo e il regno di Carlo III perché la città recuperi il suo antico splendore, con la costruzione di numerose opere di carattere militare come le mura della città e i castelli che la circondano.
Il 12 luglio 1873, durante il sessennio democratico, la città fu teatro di una rivoluzione di stampo federalista che prese il nome di "Rivoluzione Cantonale" e l'instaurarsi dell'entità autonoma nazionale del Cantone di Cartagena, che ebbe vita breve essendo poi scomparso, dopo un duro assedio che distrusse buona parte della città (sono stati stimati che il 70% degli edifici furono distrutti), il 12 gennaio 1874 dopo appena sei mesi. Durante la guerra civile spagnola fu l'ultima città a cadere in mano ai nazionalisti il 31 marzo 1939. Attualmente appartiene alla comunità autonoma della regione di Murcia ed è la sede dell'Assemblea regionale.

## Monumenti e luoghi d'interesse
Tra i monumenti più importanti di Cartagena possiamo citare le mura puniche, ultimo resto delle mura difensive costruite dai cartaginesi, il teatro romano con la chiesa di Santa Maria la Vieja (o Cattedrale vecchia), la Muralla del Mar costruita da Carlo III di Spagna, il Municipio in stile modernista terminato nel 1907.
Da visitare il Museo archeologico municipale, il Museo navale e il Museo di archeologia marittima.
Vicino al porto è in mostra il sommergibile Peral, uno dei primi dotato di propulsione elettrica a batteria.

## Feste
Le feste più importanti sono la Settimana Santa e la festa dei Cartaginesi e Romani (in settembre). La Settimana Santa è famosa in tutta la Spagna, in essa i penitenti incappucciati sfilano in ordine militare, mantenendo il passo.

## Infrastrutture e trasporti

### Strade
Cartagena è attraversata dalle autostrade AP-7 (La Jonquera-Algeciras), A-30 (Albacete-Cartagena), RM-2 (Alhama de Murcia-Cartagena), RM-12 (Cartagena-La Manga) e dalle autostrade urbane CT-31, CT-32, CT-33 e CT-34; dalle strade statali N-301 (Madrid-Cartagena) e N-332 (Vera-Valencia). Numerose strade locali, inoltre, si diramano dalla città.

### Ferrovie
La stazione di Cartagena collega la città con Madrid, Barcellona, Valencia e Murcia oltre ad altre località minori.

### Aeroporto
Cartagena è servita dall'aeroporto internazionale della Regione di Murcia.

### Trasporti urbani
Il trasporto urbano è effettuato dalla Tucarsa (Transportes Urbanos de Cartagena S.A.) che opera con il marchio ALSA City. Dispone di 22 linee di autobus.

### Porto
Il porto di Cartagena è il 4° porto spagnolo per traffico merci dopo quelli di Algeciras, Valencia e Barcellona.

## Economia
Particolarmente sviluppata è l'industria chimica (raffineria ed estrazione di minerali). Riveste inoltre una grande importanza il porto per le installazioni militari e per i cantieri navali. Una notevole fonte di entrate è costituita dal turismo che è concentrato sulle coste del limitrofo Mar Menor.

## Amministrazione

### Gemellaggi
- Terni[4]